# دستکش‌های چرمی
دستکش‌های چرمی (انگلیسی: Leather Gloves) فیلمی در ژانر درام به کارگردانی ویلیام اشر و ریچارد کواین است که در سال ۱۹۴۸ منتشر شد. از بازیگران آن می‌توان به کامرون میچل اشاره کرد.